# الفقه الأكبر
الفقه الأكبر، كتاب في العقيدة الإسلامية بمنهج أهل السنة والجماعة، المنسوب للإمام أبو حنيفة النعمان المتوفى (150 هـ). ويعد هذا الكتاب أصلاً من أصول علم الكلام (علم أصول الدين أو علم التوحيد)، وقد اعتمده وشرحه فيما بعد علماء المذهب الماتريدي ومنهم الإمام أبو منصور الماتريدي المتوفى سنة (333 هـ)، مؤسس المذهب الماتريدي الذي اعتنق مذهبه مقلدو المذهب الحنفي. ومنهم الشيخ محيي الدين محمد بن بهاء الدين الصوفي الحنفي الماتريدي المتوفى سنة (956 هـ).

## جزء من مقدمة الكتاب
| الفقه الأكبر | .....إننا ليسعدنا باسم إدارة الشؤون الدينية، الحريصة كل الحرص على التراث الإسلامي أن نقدم إلى القراء الأكارم، عشاق الثقافة الإسلامية وطلاب العلم الواعين الحريصين على الانتهال من التراث، هذا الكتاب: شرح الفقه الأكبر للإمام أبي حنيفة النعمان بن ثابت الكوفي صاحب المذهب رحمه الله رحمة واسعة بشرح إمام المتكلمين وعلم الهدى، رئيس أهل السنة أبي منصور محمد بن محمد بن محمود الحنفي الماتريدي السمرقندي وما كنا نود أن يتسمى بالماتريدي وكان يكفيه أن يقول السلفي وهو الذي خدم مذهبه خدمة جلية فهو صاحب التصانيف الجليلة في شتى فنون العلم وقد توفي رحمه الله رحمة واسعة سنة اثنتين (أو ثلاث) وثلاثين وثلاثمائة للهجرة النبوية، آملين أن نكون بهذا الكتاب (شرح الفقه الأكبر) قد قدمنا لأمتنا وديننا الحنيف بعض ما في عنقنا من دين، جزى الله تعالى مؤلفه وكل من ساهم في طبعه ومراجعته وإخراجه لحيز الوجود خير الجزاء إنه سميع مجيب، وصلى الله على سيدنا محمد وعلى آله وصحبه وسلم، سبحان ربك رب العزة عما يصفون وسلام على المرسلين والحمد لله رب العالمين. خادم العلم عبد الله بن إبراهيم الأنصاري | الفقه الأكبر |

## جزء من مقدمة التعليق الميسر
| الفقه الأكبر | ...و"الفقه الأكبر" هو تأليف الإمام أبي حنيفة، رحمه الله تعالى، وإملاؤه. قال الهمام عبد القاهر البغدادي، المتوفى (429هـ) في كتابه "أصول الدين"، ص 308: وأول متكلميهم من الفقهاء وأرباب المذاهب أبو حنيفة والشافعي؛ فإن أبا حنيفة أَلَّف كتاباً في الرد على القدرية سماه "الفقه الأكبر". وقال الإمام أبو المظفر الإسفراييني في "التبصير في الدين": كتاب "العالم والمتعلم" لأبي حنيفة، فيه الحجج القاهرة على أهل الإلحاد والبدعة، وكتاب "الفقه الأكبر" الذي أخبرنا به الثقة بطريق معتمد وإسناد صحيح عن نصر بن يحيى، عن أبي حنيفة. كذا في التبصير ص 113. وفيه عرض جيد لعقيدة أهل السنة يجدد الانتفاع به. طُبع أول مرة بتحقيق العلَّامة الكوثري . وقد رأيت مخطوطة جيدة من "الفقه الأكبر" في مكتبة شيخ الإسلام عارف حكمت بالمدينة المنورة، على ساكنها ألف صلاة وسلام، رواية علي بن أحمد الفارسي عن نصر بن يحيى، عن أبي مقاتل، عن عصام بن يوسف، عن حماد بن أبي حنيفة. والنسخة ضمن المجموعة رقم (226)، وهذا يؤكد نسبة "الفقه الأكبر" إلى الإمام . وقال العلَّامة محمد محمد المرتضى الزبيدي في "إتحاف السادة المتقين شرح إحياء علوم الدين": جاء في "مناقب الإمام الأعظم" لمحمد بن محمد الكردري ، عن خالد بن زيد العمري أنه قال: كان أبو حنيفة وأبو يوسف ومحمد وزفر وحماد بن أبي حنيفة قد خصموا بالكلام الناس، أي ألزموا المخالفين، وهم أئمة العلم. وعن أبي عبد الله الصيمري: أن الإمام أبا حنيفة كان متكلم هذه الأمة في زمانه، وفقيههم في الحلال والحرام. وقد عُلم مما تقدَّم أن هذه الكتب من تأليف الإمام نفسه. والصحيح أن هذه المسائل المذكورة في هذه الكتب من أمالي الإمام التي أملاها على أصحابه: كحماد وأبي يوسف وأبي مطيع الحكم بن عبد الله البلخي وأبي مقاتل حفص بن مسلم السمرقندي، فمنهم الذين قاموا بجمعها، وتلقّاها عنهم جماعة من الأئمة: كإسماعيل بن حماد - حفيد الإمام - ومحمد بن مقاتل الرازي ومحمد بن سماعة ونصير بن يحيى البلخي وشداد بن الحكم وغيرهم، إلى أن وصلت بالإسناد الصحيح إلى الإمام أبي منصور الماتريدي. فمن عزاهن إلى الإمام صح، لكون تلك المسائل من إملائه، ومن عزاهن إلى أبي مطيع البلخي أو غيره ممن هو في طبقته، أو ممن هو بعدهم صح؛ لكونها من جمعه. ونظير ذلك المسند المنسوب للإمام الشافعي، فإنه من تخريج أبي عمرو محمد بن جعفر بن محمد بن مطر النيسابوري، أبي العباس الأصم، من أصول الشافعي. ونحن نذكر لك مَن نقل هذه الكتب، واعتمد عليها. فمن ذلك: فخر الإسلام البزدوي، وقد ذكر في أول أصوله جملة من "الفقه الأكبر"، وكتاب "العالم والمتعلِّم" والرسالة. وقال أخيراً - وقد ذكر جُملاً من الكتب الخمسة "الفقه الأكبر، العالم والمتعلِّم، الفقه الأوسط، الرسالة، والوصية"، منقولاً عنها في نحو ثلاثين كتاباً من كتب الأئمة، وهذا القدر كافٍ في تلقّي الأمة لها بالقبول، والله أعلم. | الفقه الأكبر |

## محتوى الكتاب
- مقدمة التعليق الميسر.
- الجناح الأول: الإمام أبو حنيفة.

كتاب (منح الروض الأزهر في شرح الفقه الأكبر) للعلامة ملا علي القاري، المتوفى سنة (1014هـ)، ومعه: التعليق الميسر على شرح الفقه الأكبر، تأليف: الشيخ وهبي سليمان غاوجي.

كتاب (القول الفصل شرح الفقه الأكبر للإمام الأعظم أبي حنيفة) شرحه الشيخ العلامة محيي الدين محمد بن بهاء الدين المتوفى سنة 965 هـ؛ اعتنى به الشيخ الدكتور عاصم إبراهيم الكيالي الحنفي الأشعري.

- الجناج الثاني: العلامة علي القاري.
- حياته.
- مؤلفاته.
- رجوعٌ إلى الحق.
- وفاته.
- الجناح الثالث: موضوعات الكتاب وتسميته ومنهج العناية به.
- صور المخطوط المعتمد.
- شرح الفقه الأكبر معلقاً عليه.
- خطبة الكتاب.
- فضل علم التوحيد على سائر العلوم.
- أصل التوحيد وما يصح الاعتقاد عليه.
- يجب على المكلف أن يقول آمنت بالله وملائكته وكتبه ورسله.
- الإيمان بالبعث بعد الموت.
- الإيمان بالقضاء والقدر.
- الله تعالى واحد لا من طريق العدد.
- لا يشبه الله تعالى شيئاً من خلقه.
- شرح الصفات الذاتية وبيان مسمياتها.
- صفة الكلام واختلاف العلماء فيها.
- الصفات الفعلية واختلاف الماتريدية والأشاعرة فيها.
- الباري جل شأنه موصوف في الأزل بصفات الذات والفعل.
- القرآن كلام الله غير مخلوق ولا حادث.
- صفات الباري جل شأنه لا تشابه صفات المخلوقين.
- الباري جل شأنه له يد ووجه ونفس بلا كيف.
- الله سبحانه أوجد المخلوقات لا من شيء.
- القضاء والقدر وأنهما من صفات الله الأزلية.
- خلق الله تعالى الخلق سليماً من الكفر والإيمان فآمن من آمن بفعله وكفر من كفر بفعله.
- لم يجبر الله أحداً من خلقه على الكفر.
- أفعال العباد كسبهم، والله تعالى خالقها.
- أفعال العباد بعلمه تعالى وقضائه وقدره.
- الأنبياء منزهون عن الكبائر والصغائر.
- إثبات نبوة محمد ﷺ.
- أفضل الناس بعده عليه الصلاة والسلام الخلفاء الأربعة على ترتيب خلافتهم.
- الكبيرة لا تخرج المؤمن عن الإيمان.
- المعاصي تضر مرتكبها خلافاً لبعض الطوائف.
- الطاعات بشروطها مقبولة، والمعاصي ما عدا الشرك أمرها إلى مشيئة الله تعالى.
- خوارق العادات للأنبياء، والكرامات للأولياء حق.
- ما يظهر من الخوارق على أيدي بعض الكفرة والفساق.
- يُرى الله تعالى في الآخرة بلا كيف.
- الإيمان هو التصديق والإقرار.
- الإيمان لا يزيد ولا ينقص.
- المؤمنون مستوون في الإيمان متفاضلون في الأعمال.
- معنى الإسلام ونسبته إلى الإيمان.
- مسمى الدين وأنه اسم جامع للشرائع.
- الشفاعة من الأنبياء والصالحين حق.
- وزن الأعمال يوم القيامة حق.
- الجنة والنار، وأنهما مخلوقتان اليوم، خلافاً للمعتزلة.
- إعادة الروح إلى الميت في قبره حق.
- ضغطة القبر وعذابه حق.
- معنى قرب الباري من مخلوقاته وبعده عنهم.
- أولاده ﷺ.
- ما يجب اعتقاده إذا أشكل عليه شيء من علم التوحيد.
- المعراج حق.
- خروج الدجال وسائر ما جاءت به السنة من أشراط الساعة حق.
- مسائل ملحقات لابد من ذكرها في مسائل الاعتقاديات.

1. تفضيل بعض الأنبياء على بعض.
2. تفضيل الملائكة، وهل خواص البشر أفضل من خواص الملائكة؟ وبيان الخلاف في ذلك.
3. أفضلية الصحابة بعد الخلفاء.
4. أفضلية التابعين.
5. أفضلية النساء وذكر مراتبهن في ذلك.
6. تفضيل أولاد الصحابة.
7. الولي لا يبلغ درجة النبي.
8. البالغ ما دام عاقلاً لا يصل إلى درجة يسقط بها عنه التكليف.
9. نصوص الكتاب والسنة، هل تُحمل على ظاهرها أم تُؤوَّل؟
10. جواز رؤية البارئ جل شأنه في الدنيا.
11. الكلام على رؤيته سبحانه في المنام.
12. المقتول ميت بأجله خلافاً للمعتزلة.
13. بيان أن الكافر منعم عليه في الدنيا.
14. لا يجب على الله شيء من رعاية الصلاح والأصلح.
15. بيان أن الحرام رزق أيضاً.
16. الله يضل من يشاء ويهدي من يشاء.
17. ما هو أصلح للعبد ليس بواجب على الله.
18. خلف الوعيد كرم فيجوز منه سبحانه تعالى.
19. جواز العقاب على الصغيرة وإن اجتنب مرتكبها الكبيرة.
20. الدعاء للميت ينفع خلافاً للمعتزلة.
21. دعاء الكافر غير مستجاب.
22. كفار الجن يعذّبون بالنار.
23. الشياطين لهم تصرّف في بني آدم.
24. كل ما ورد في أوصاف الجنة والنار فهو حق.
25. المجتهد في العقليات يخطئ ويصيب.
26. الإيمان لا يزيد ولا ينقص.
27. الإيمان والإسلام واحد.
28. العقل آلة للمعرفة، والموجب هو الله تعالى حقيقة.
29. لا يوصف البارئ سبحانه بالقدرة على الظلم.
30. إذا وجد التصديق والإقرار صح أن يقول العبد: أنا مؤمن حقاً.
31. قول القائل أنا مؤمن إن شاء الله.
32. تكليف ما لا يطاق غير جائز.
33. الإيمان مخلوق أو لا؟
34. الإيمان يبقى مع النوم والغفلة والإغماء والموت.
35. إيمان المقلد جائز.
36. السحر والعين حق.
37. المعدوم ليس بشيء ثابت في الخارج.
38. نصب الإمام واجب.
39. اليأس من رحمة الله كفر.
40. حكم تصديق الكاهن بما يخبر به من الغيب.
41. لفظ القرآن اسم للنظم والمعنى.
42. استحلال المعصية ولو صغيرة كفر.

- وصف الله بما لا يليق، وتمني عدم وجود نبي كفر.
- عدم جواز تكفير أهل القبلة.
- التوبة وشرائطها، وفيها أبحاث جليلة.
- تعريف التوبة ومراتبها وأمثلة عليها.
- مطلب يجب معرفة المكفرات لاجتنابها وفيه فروع كثيرة تتعلق بهذا البحث.
- مطلب في إيراد الألفاظ المكفرة التي جمعها العلامة بدر الرشيد من أئمة الحنفية.
- فصل من ذلك فيما يتعلق بالقرآن والصلاة.
- فصل من ذلك في العلم والعلماء.
- فصل في الكفر صريحاً وكناية.
- الاستثناء في الإيمان.
- إنكار وعدم معرفة وصف الإسلام والإيمان.
- من رضي بالكفر لنفسه أو لغيره.
- استحلال الحرام، وتحريم الحلال، أو تمنّي ذلك.
- ألفاظ فيها كفر، وألفاظ لا يكون.
- ألفاظ وأفعال مكفرة.
- التشبه بغير المسلمين.
- من ساوى بين الحلال والحرام، أو أنكر وجود من يفعل الحلال.
- من تمنى أو أحب أن يكون الحرام حلالاً.
- من استثقل الطاعات أو اعتبرها من العذاب.
- من يرفض التوبة أو يحسّن فسقه ومعصيته.
- مسائل متفرقة.
- فصل في المرض والموت والقيامة.
- خاتمة الشارح.
- خاتمة المحقق بملاحظة ونصيحة.
- أحاديث شريفة في شأن الإيمان والإسلام وتوقِّي تكفير المسلم.
- أقوال الفقهاء والعلماء في التورع عن تكفير المسلمين ولو كانوا أهل بدع وضلالة.
- الفهارس:

1. فهرس الآيات القرآنية.
2. فهرس الأحاديث النبوية.
3. فهرس المحتويات.